# Herpsilochmus parkeri
Herpsilochmus parkeri е вид птица от семейство Thamnophilidae. Видът е застрашен от изчезване.

## Разпространение
Видът е разпространен в Перу.